# 12 раундів до мети
«12 раундів до мети» — автобіографічна книга українського боксера, заслуженого майстра спорту України Тараса Шелестюка. Опублікована 2013 року у видавництві «Саміт-книга».
Співавтором книги став український письменник і журналіст Станіслав Бондаренко, заступник головного редактора друкованого органу Національної спілки письменників-газети «Літературна Україна».

## Анотація
Історія життя чудового спортсмена Тараса Шелестюка — це тернистий шлях від простого макіївського хлопчаки з багатодітної сім'ї до вищих ступенів п'єдесталів чемпіонату світу та Олімпійських ігор. Це автобіографічна повість про іншу сторону чемпіонських медалей — тієї, що зовсім не блищить… 

## Огляди
Шеф-редактор сайту vRINGe.com Антон Горюнов наголосив: «„12 раундів до мети“ — це суцільний ексклюзив, світлини з особистого архіву та унікальні розповіді близьких людей і самого боксера про те, як хлопець із багатодітної родини поставив перед собою амбітну мету і досяг визнання як в Україні, так і за її межами.» 

## Автор про книгу
«Книгу я писав сам, між боями, коли перебував у США. Зробити її більш читабельною мені допомогли письменник Станіслав Бондаренко, а також редактор Антон Горюнов. На її сторінках я намагаюся розповісти людям, що у кожної людини є право на щастя, просто його потрібно шукати і багато для цього працювати. Назва „12 раундів до мети“ обрано невипадково: книга складається з 12-ти розділів, у яких я розповідаю про 12-ти роках своєї аматорської кар'єри. Хлопець з бідної сім'ї втілив свою мрію в реальність, і чемпіон живе в кожному з вас», — говорить Тарас.  [Архівовано 19 травня 2014 у Wayback Machine.]

## Цікаві факти
- Тарас Шелестюк написав книгу в Америці, в перерві між боями. Таким чином, спортсмен хотів підвести межу в своїй кар'єрі, присвятивши кожну з 12 глав року життя на боксерському рингу.
- Ініціатор презентації книги Тараса Шелестюка — учасник Всесвітньої серії (WSB) «Українські Отамани» (напівпрофесійна боксерська команда, створена на базі збірної України з боксу).

## Видання
- 2013 — видавництво «Самміт-Книга».